# Mark Hasslock Mayfield
Mark Hasslock Mayfield (n. 1963 ) es un botánico, profesor y explorador estadounidense. Obtuvo su Ph.D. en 1997, por la Universidad de Texas en Austin, en botánica.
Se desarrolló académicamente como profesor en la Universidad Estatal de Kansas.

## Algunas publicaciones
- m.h. Mayfield, v.w. Steinman. 2010. Euphorbia spellenbergiana (Euphorbiaceae), a new species from Mexico. Acta Botanica Mexicana 90: 43-50

- a.j. Floden, m.h. Mayfield, c.j. Ferguson. 2009. A new narrowly endemic species of Dirca (Thymelaeaceae) from Kansas and Arkansas, with a phylogenetic overview and taxonomic synopsis of the genus. J. of the Bot. Res. Institute of Texas 3: 485-499

- g. Yatskievych, m.h. Mayfield. 2006. Euphorbiaceae, in Yatskievych, G., Steyermark's Flora of Missouri Vol. 2: 1010-1057.

- t.m. Woods, s.c. Strakosh, m.p. Nepal, s. Chakrabarti, n.b. Simpson, m.h. Mayfield, c.j. Ferguson. 2005. Introduced species in Kansas: floristic changes and patterns of collection based on an historical herbarium. Sida 21: 1695-1725

- l.a. Prather, o. Álvarez-Fuentes, m.h. Mayfield, c.j. Ferguson. 2004. The decline of plant collecting in the United States: a threat to the infrastructure of biodiversity studies. Systematic Botany 29: 15-28

- -----------------, o. Álvarez-Fuentes, m.h. Mayfield, c.j. Ferguson. 2004. Commentary: implications of the decline in plant collecting for systematic and floristic research. Systematic Botany 29: 216-220

- m.h. Mayfield. 2003. The varieties of Liatris elegans (Asteraceae). Sida 20(2): 597-603

- r. Neyland, m.h. Mayfield, l.e. Urbatsch. 2000. A vascular flora survey of Calcasieu Parish, Louisiana. Sida 20: 597-603

### Libros
- 1997. A Systematic Treatment of Euphorbia Subgenus Poinsettia (Euphorbiaceae). Editor Univ. of Texas at Austin, 460 pp.

## Honores

### Eponimia
- (Asteraceae) Conoclinium mayfieldii T.F.Patt.[3]

- La abreviatura «Mayfield» se emplea para indicar a Mark Hasslock Mayfield como autoridad en la descripción y clasificación científica de los vegetales.[4]